# Viercajávrrit
Viercajávrrit, enligt tidigare ortografi Viertjajaureh, är en sjö i Gällivare kommun i Lappland och ingår i Luleälvens huvudavrinningsområde. Sjön har en area på 0,456 kvadratkilometer och ligger 930 meter över havet. Den avvattnas av Viercajohka som mynnar i Siiddasjávri (Sitasjaure).

## Delavrinningsområde
Viercajávrrit ingår i det delavrinningsområde (754591-156963) som SMHI kallar för Utloppet av Sitasjaure. Medelhöjden är 794 meter över havet och ytan är 291,5 kvadratkilometer. Räknas de 26 avrinningsområdena uppströms in blir den ackumulerade arean 974,99 kvadratkilometer. Sunddegorži avvattnar avrinningsområdet och vattnet fortsätter därefter genom Suorggejohka, Tjävrráädno, Viedásädno, Stora Luleälven och Luleälven innan det når havet efter 371 kilometer. Avrinningsområdet består mestadels av kalfjäll (68 procent). Avrinningsområdet har 75,03 kvadratkilometer vattenytor vilket ger det en sjöprocent på 25,7 procent. Delavrinningsområdet täcks till 1,48 procent av glaciärer, med en yta av 4,3069 kvadratkilometer.